# Kapelusze

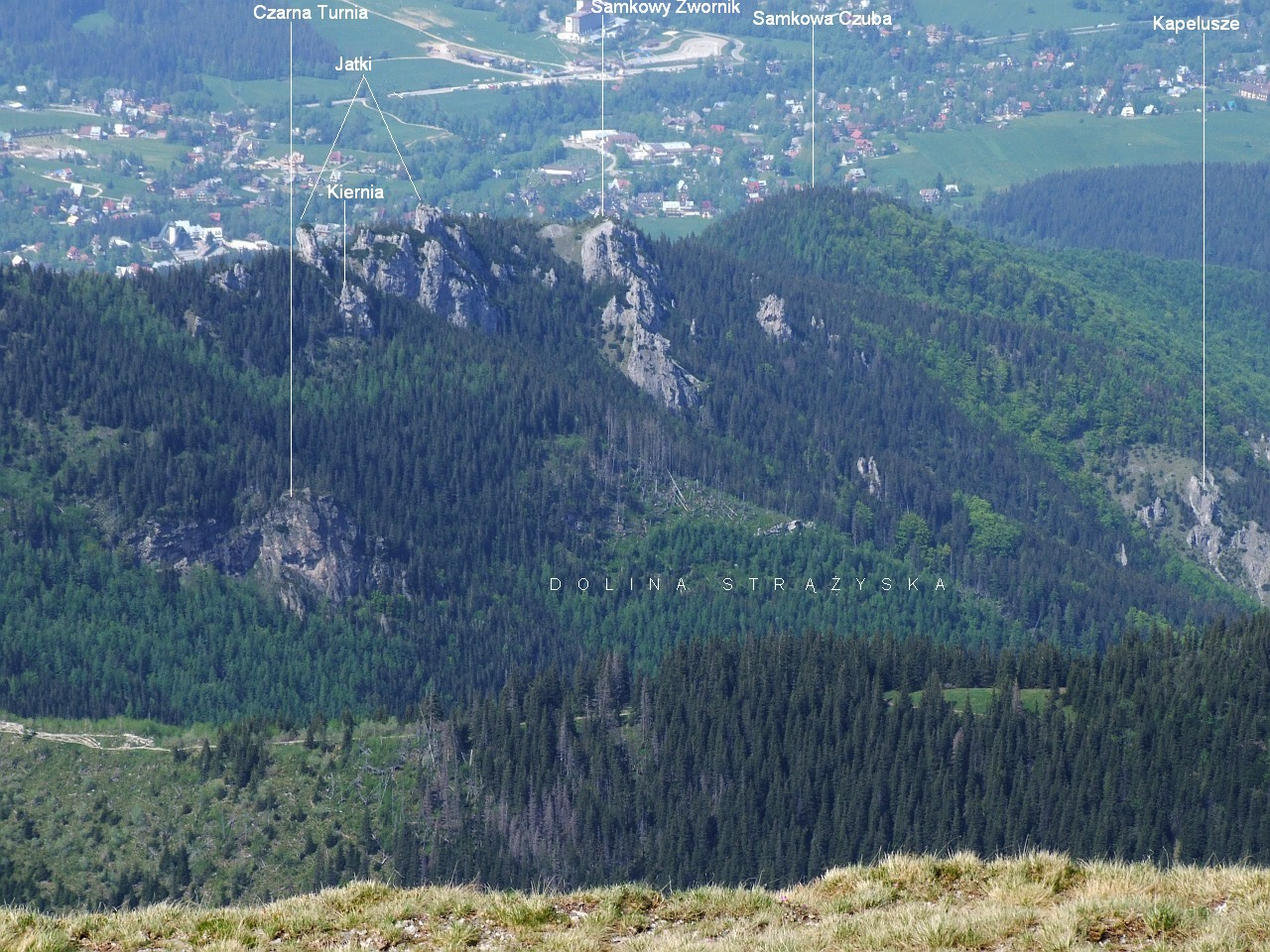
Kapelusze widoczne na prawej krawędzi zdjęcia

Kapelusze – szereg turni w zachodnich zboczach Doliny Strążyskiej w polskich Tatrach Zachodnich. Wznoszą się powyżej Kominów Strążyskich w południowo-wschodnim grzbiecie Łysanek. Zbudowane są ze skał węglanowych: dolomitów i wapieni.